# سينثيا تاغارت
سينثيا تاغارت (بالإنجليزية: Cynthia Taggart)‏ (1801 - 1849)؛ كاتِبة وشاعرة أمريكية.